# Sikassaare
Sikassaare (Duits: Siksar) is een plaats in de Estlandse gemeente Saaremaa, provincie Saaremaa. De plaats heeft de status van dorp (Estisch: küla) en telt 51 inwoners (2021).
Tot in december 2014 behoorde Sikassaare tot de gemeente Kaarma, tot in oktober 2017 tot de gemeente Lääne-Saare en sindsdien tot de fusiegemeente Saaremaa.

## Geschiedenis
De plaats werd voor het eerst genoemd in 1690 onder de naam Siksaar. In het midden van de 18e eeuw werd een landgoed Sikassaare gevormd uit stukken grond die tot de landgoederen van Lümanda en Elme (Duits: Magnushof) hadden behoord. De laatste eigenaar voordat het landgoed door het onafhankelijk geworden Estland werd onteigend was Martha von Stackelberg.
In de vroege 19e eeuw kreeg het landgoed een houten landhuis, dat bewaard is gebleven. Ook enkele bijgebouwen bestaan nog.

## Foto's

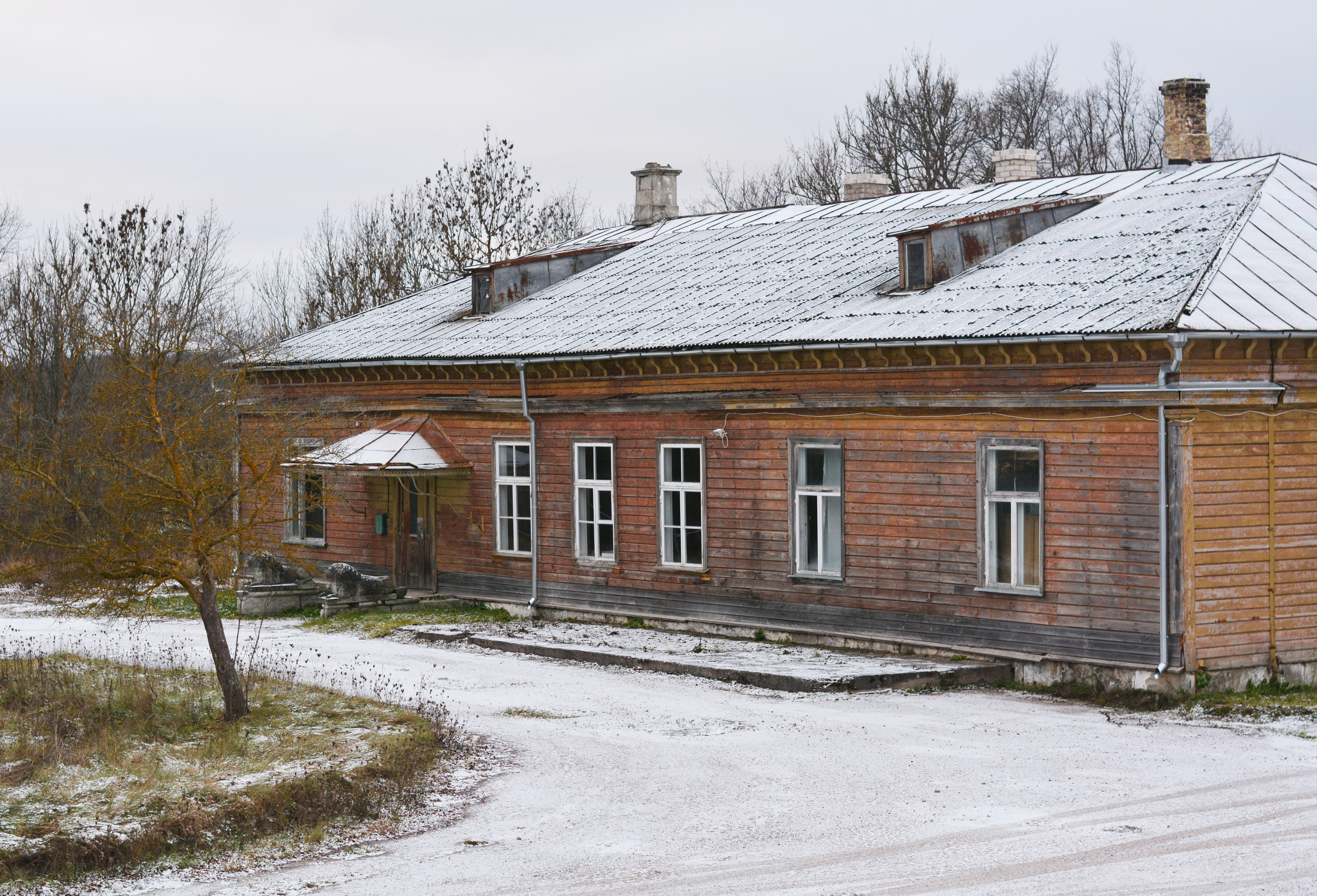
Landhuis van Sikassaare, voorzijde
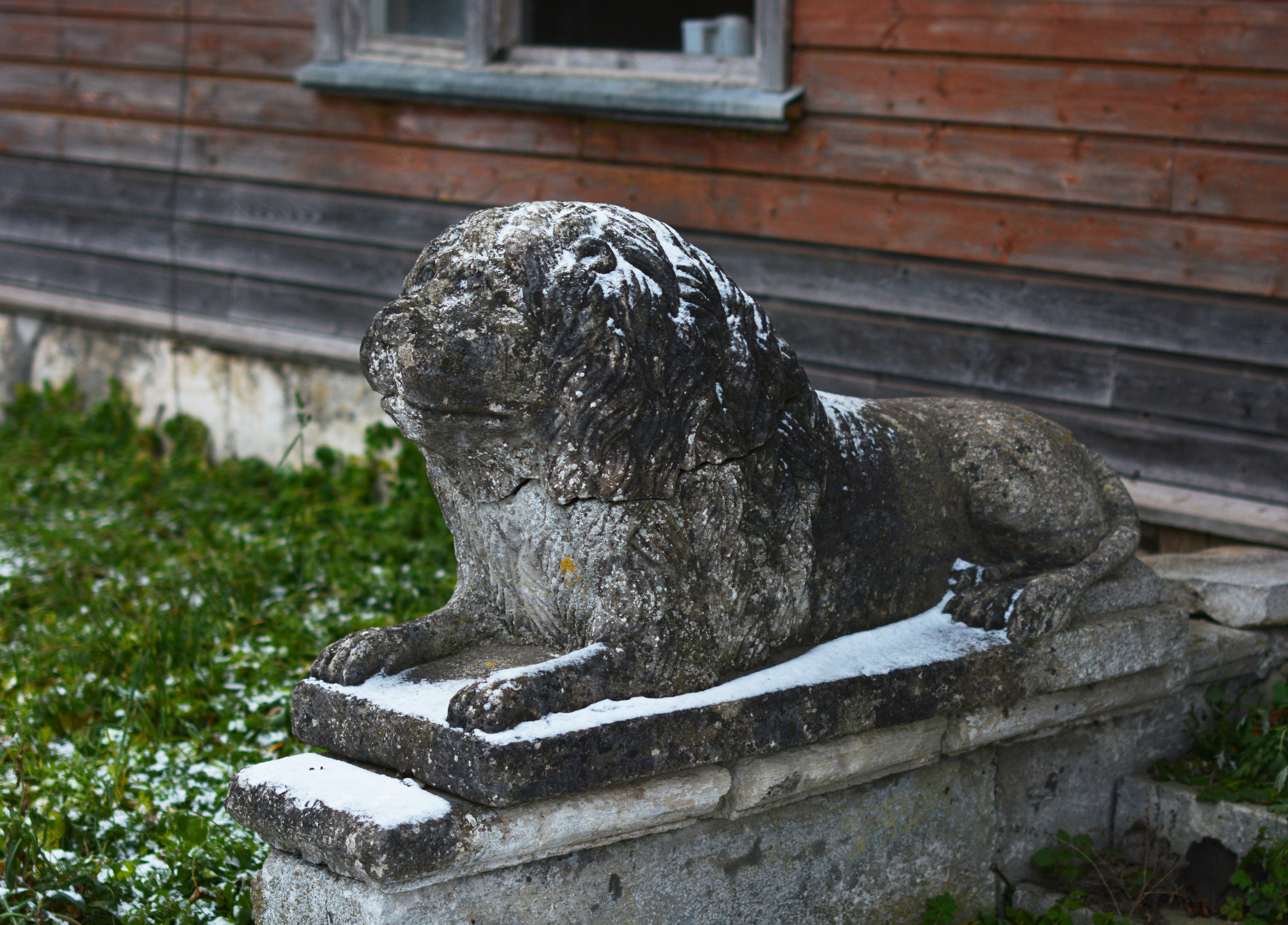
Stenen leeuw bij de ingang
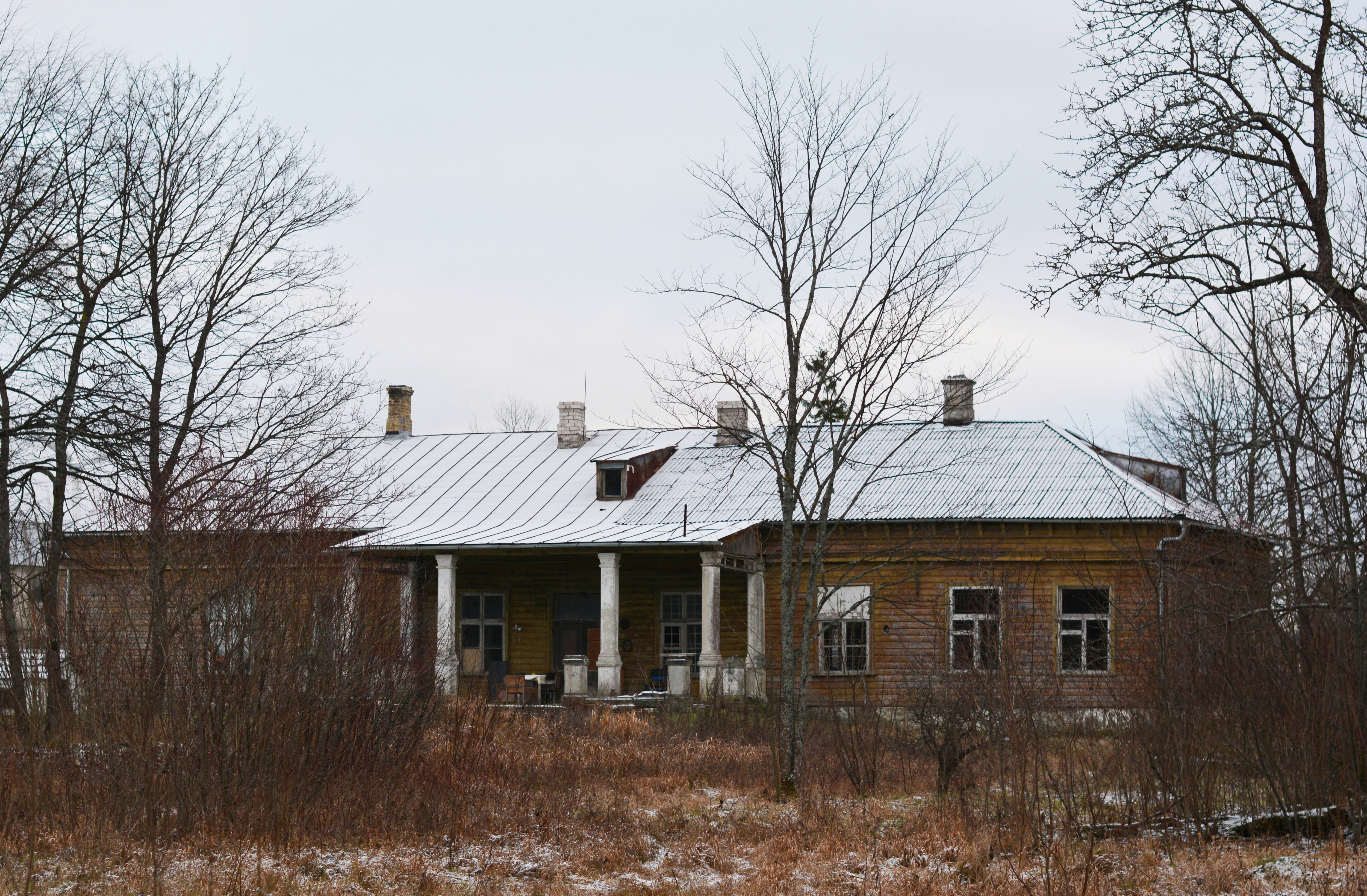
Landhuis van Sikassaare, achterzijde
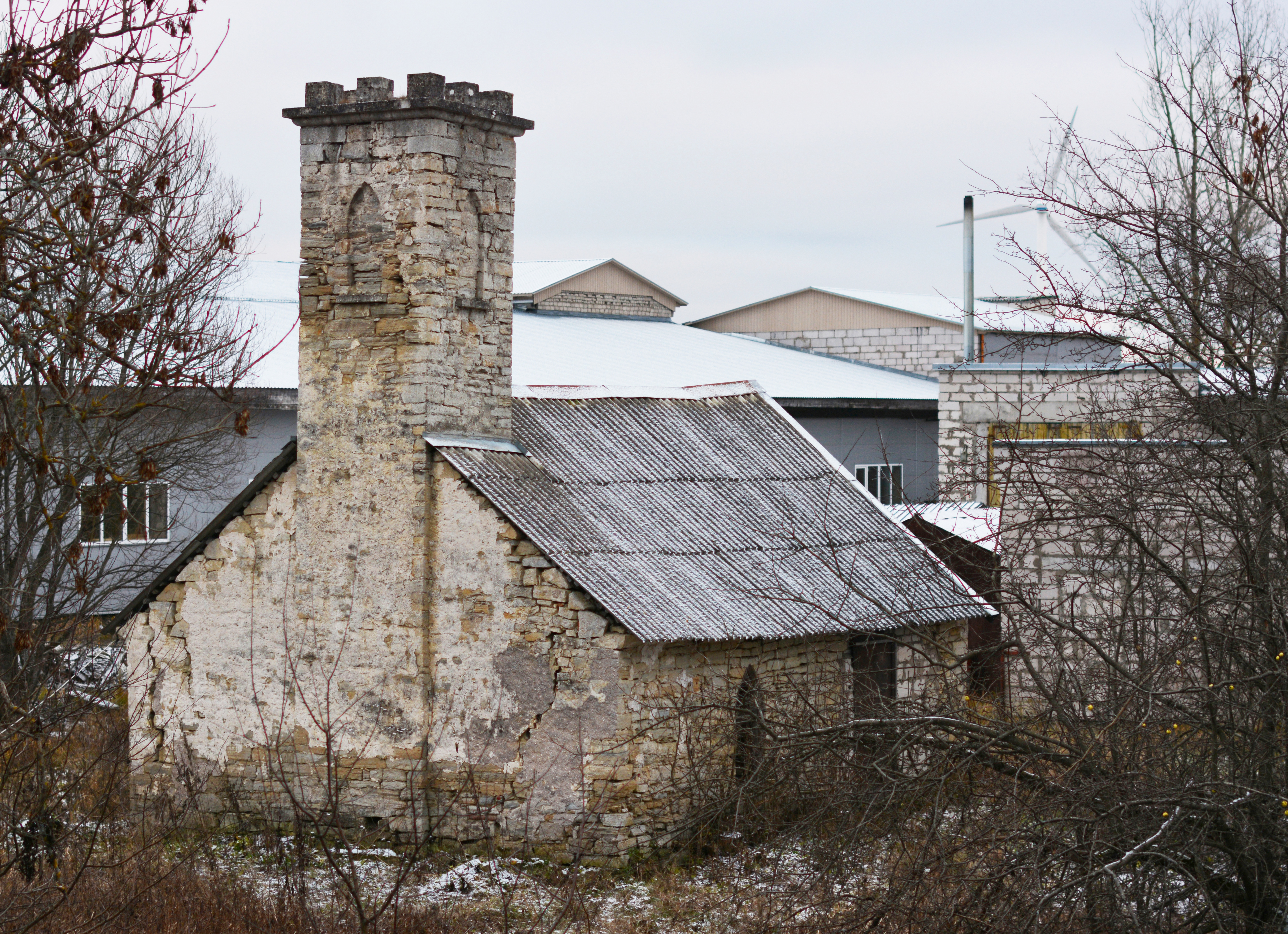
De vroegere smidse van het landgoed